# Veikkausliiga
La Veikkausliiga —llamada así por motivos de patrocinio, oficialmente Liga de fútbol de Finlandia (en finés: Jalkapalloliiga)— es la máxima categoría masculina de fútbol del sistema de ligas de Finlandia, bajo la organización de la Liga de Fútbol Profesional de Finlandia. Se trata de la única categoría con estatus profesional en Finlandia; el resto de divisiones dependen de la Federación de Fútbol de Finlandia. El primer campeonato nacional data de 1908, mientras que la liga se disputó por primera vez en la temporada 1990 como reemplazo de la Mestaruussarja.

## Historia
En 1908, un año después de que se fundara la Federación de Fútbol de Finlandia (SPL), tuvo lugar el primer campeonato nacional de fútbol bajo eliminación directa. Desde el principio las competiciones de fútbol se reservaban para los meses de verano por cuestiones climatológicas. Después de mantener este formato durante dos décadas, en 1930 se disputó la primera liga con un sistema de todos contra todos: hubo ocho equipos en la temporada inaugural, y el Helsinki IFK se declaró vencedor.
De forma paralela, la Asociación de Deportistas Trabajadores de Finlandia (TUL, ligada al sindicalismo) había puesto en marcha un campeonato propio en 1920. Ambas organizaciones funcionaron por separado hasta después de la Segunda Guerra Mundial: entre 1945 y 1948 se celebraron dos campeonatos paralelos, el de la SPL y el de TUL, cuyos mejores clubes se medían en un torneo final por el título nacional. Y en 1948 los clubes de TUL se integraron en el sistema de ligas de la Federación. Hasta finales de los años 1980 el fútbol finlandés estaba formado por deportistas semiprofesionales y amateur.
Los orígenes de la actual liga finlandesa se remontan a 1989, cuando la Federación Finlandesa renombró la máxima categoría como «Liga de Fútbol» (en finés, Futisliiga; en sueco, Fotbollsligan) y cedió la organización a los clubes participantes. La temporada inaugural de 1990 adoptó un novedoso sistema con liga regular y play-off por el título, pero al año siguiente se recuperó el formato tradicional. En 1992 la liga llegó a un acuerdo de patrocinio con Veikkaus, el operador de loterías de Finlandia, que conllevó el cambio de nombre a Veikkausliiga y un incremento en la cuantía de los premios. La adopción de este acuerdo, así como la marcha de los mejores jugadores a las grandes ligas europeas, conllevó la profesionalización definitiva del fútbol nacional. Desde la década de 1990 el club más laureado del país es el HJK Helsinki.

## Participantes

### Temporada 2024
| Club                | Ciudad      | Estadio                      | Capacidad |
| ------------------- | ----------- | ---------------------------- | --------- |
| AC Oulu             | Oulu        | Estadio Raatti               | 4 390     |
| Ekenäs IF           | Ekenäs      | Ekenäs Centrumplan           | 1 900     |
| FC Haka Valkeakoski | Valkeakoski | Tehtaan kenttä               | 5 300     |
| FC Lahti            | Lahti       | Estadio de Lahti             | 4 000     |
| HJK Helsinki        | Helsinki    | Estadio Olímpico de Helsinki | 39 784    |
| IF Gnistan          | Helsinki    | Mustapekka Areena            | 1 100     |
| IFK Mariehamn       | Mariehamn   | Wiklöf Holding Arena         | 1 635     |
| FC Ilves Tampere    | Tampere     | Estadio Tammela              | 12 000    |
| FC Inter Turku      | Turku       | Veritas Stadion              | 9 300     |
| KuPS Kuopio         | Kuopio      | Centro Deportivo de Kuopio   | 4 800     |
| SJK Seinäjoki       | Seinäjoki   | Estadio OmaSP                | 5 800     |
| VPS Vaasa           | Vaasa       | Hietalahti Stadion           | 6 000     |

## Sistema de competición
La Veikkausliiga es la máxima categoría del sistema masculino de ligas de fútbol de Finlandia. El torneo es organizado por la Liga de Fútbol Profesional de Finlandia (en finés: Jalkapalloliiga ry), formada por representantes de los clubes. La competición consta de dos fases, participan doce equipos y cada temporada comienza en abril para terminar en noviembre del mismo año.
En la liga regular, los doce equipos se enfrentan todos contra todos en dos ocasiones —una en campo propio y otra en campo contrario— hasta sumar 22 jornadas. El orden de los encuentros se decide por sorteo antes de empezar la competición. Al término de esta etapa, los clubes mantienen su puntuación y pasan a dos grupos: el «grupo del campeonato» del primero al sexto clasificado, y el «grupo de permanencia» del séptimo al duodécimo clasificado, que disputarán una sola vuelta hasta sumar 27 jornadas.
La clasificación final se establece con arreglo a los puntos totales obtenidos por cada equipo al finalizar el campeonato. Los equipos obtienen tres puntos por cada partido ganado, un punto por cada empate y ningún punto por los partidos perdidos. Si al finalizar el campeonato dos equipos igualan a puntos, los mecanismos para desempatar la clasificación son los siguientes:
1. El que tenga una mayor diferencia entre goles a favor y en contra según el resultado de los partidos jugados entre ellos.
2. El que tenga la mayor diferencia de goles a favor teniendo en cuenta todos los obtenidos y recibidos en el transcurso de la competición.
3. El club que haya marcado más goles.

El equipo que más puntos sume al final del campeonato será proclamado campeón de Liga y obtendrá el derecho automático a participar en la primera ronda clasificatoria de la Liga de Campeones de la UEFA. El subcampeón, el vencedor de la Copa de Finlandia y el ganador del playoff europeo —que involucra desde el tercer hasta al séptimo clasificado— obtienen una plaza en la fase clasificatoria de la Liga Europa Conferencia de la UEFA.
El último clasificado desciende a la Segunda División de Finlandia y, de esta, ascenderá recíprocamente el campeón de la división inferior. El penúltimo disputa una promoción a ida y vuelta contra el segundo clasificado de la división inferior. La Liga Profesional se reserva el derecho a rechazar cualquier participante que no cumpla los criterios económicos impuestos por la organización.

## Historial
Para ver todos los campeones desde la etapa inicial, véase Historial del Campeonato de Fútbol de Finlandia y goleadores
Desde la creación de la Veikkausliiga en 1990 como campeonato profesional, un total de once equipos se han proclamado campeones en al menos una edición. El HJK Helsinki ha conquistado la mayoría de títulos, diecisiete hasta la fecha.
| Temporada                   | Campeón                     | Subcampeón                  | Tercero                     | Notas                                 |
| Liga de Fútbol de Finlandia | Liga de Fútbol de Finlandia | Liga de Fútbol de Finlandia | Liga de Fútbol de Finlandia | Liga de Fútbol de Finlandia           |
| --------------------------- | --------------------------- | --------------------------- | --------------------------- | ------------------------------------- |
| 1990                        | HJK Helsinki                | FC Kuusysi Lahti            | Mikkelin Palloilijat        | Liga regular y play-off por el título |
| 1991                        | FC Kuusysi Lahti            | Mikkelin Palloilijat        | FC Haka Valkeakoski         | Sistema de todos contra todos         |
| Veikkausliiga               |                             |                             |                             |                                       |
| 1992                        | HJK Helsinki                | FC Kuusysi Lahti            | FC Jazz Pori                |                                       |
| 1993                        | FC Jazz Pori                | MYPA-47                     | HJK Helsinki                |                                       |
| 1994                        | TPV Tampere                 | MYPA-47                     | HJK Helsinki                | Liga ampliada a 14 equipos            |
| 1995                        | FC Haka Valkeakoski         | MYPA-47                     | HJK Helsinki                |                                       |
| 1996                        | FC Jazz Pori                | MYPA-47                     | TPS Turku                   | Liga reducida a 12 equipos            |
| 1997                        | HJK Helsinki                | VPS Vaasa                   | FinnPa Helsinki             | Liga reducida a 10 equipos            |
| 1998                        | FC Haka Valkeakoski         | VPS Vaasa                   | PK-35 Vantaa                |                                       |
| 1999                        | FC Haka Valkeakoski         | HJK Helsinki                | MYPA-47                     | Liga ampliada a 12 equipos            |
| 2000                        | FC Haka Valkeakoski         | FC Jokerit                  | MYPA-47                     |                                       |
| 2001                        | Tampere United              | HJK Helsinki                | MYPA-47                     |                                       |
| 2002                        | HJK Helsinki                | MYPA-47                     | FC Haka Valkeakoski         |                                       |
| 2003                        | HJK Helsinki                | FC Haka Valkeakoski         | Tampere United              |                                       |
| 2004                        | FC Haka Valkeakoski         | AC Allianssi Vantaa         | Tampere United              | Liga ampliada a 14 equipos            |
| 2005                        | MYPA-47                     | HJK Helsinki                | Tampere United              |                                       |
| 2006                        | Tampere United              | HJK Helsinki                | FC Haka Valkeakoski         |                                       |
| 2007                        | Tampere United              | FC Haka Valkeakoski         | TPS Turku                   |                                       |
| 2008                        | FC Inter Turku              | FC Honka Espoo              | FC Lahti                    |                                       |
| 2009                        | HJK Helsinki                | FC Honka Espoo              | TPS Turku                   |                                       |
| 2010                        | HJK Helsinki                | KuPS Kuopio                 | TPS Turku                   |                                       |
| 2011                        | HJK Helsinki                | FC Inter Turku              | JJK Jyväskylä               | Liga reducida a 12 equipos            |
| 2012                        | HJK Helsinki                | FC Inter Turku              | TPS Turku                   |                                       |
| 2013                        | HJK Helsinki                | FC Honka Espoo              | VPS Vaasa                   |                                       |
| 2014                        | HJK Helsinki                | SJK Seinäjoki               | FC Lahti                    |                                       |
| 2015                        | SJK Seinäjoki               | RoPS Rovaniemi              | HJK Helsinki                |                                       |
| 2016                        | IFK Mariehamn               | HJK Helsinki                | SJK Seinäjoki               |                                       |
| 2017                        | HJK Helsinki                | KuPS Kuopio                 | FC Ilves Tampere            |                                       |
| 2018                        | HJK Helsinki                | RoPS Rovaniemi              | KuPS Kuopio                 |                                       |
| 2019                        | KuPS Kuopio                 | FC Inter Turku              | FC Honka Espoo              |                                       |
| 2020                        | HJK Helsinki                | FC Inter Turku              | KuPS Kuopio                 |                                       |
| 2021                        | HJK Helsinki                | KuPS Kuopio                 | SJK Seinäjoki               |                                       |
| 2022                        | HJK Helsinki                | KuPS Kuopio                 | FC Honka Espoo              |                                       |
| 2023                        | HJK Helsinki                | KuPS Kuopio                 | VPS Vaasa                   |                                       |
| 2024                        | KuPS Kuopio                 | FC Ilves Tampere            | HJK Helsinki                |                                       |

## Palmarés
La siguiente tabla solo recoge los campeones nacionales desde la temporada inaugural de la Veikkausliiga.
| Club                 | Títulos | Subtítulos | Años de los campeonatos                                                                              |
| -------------------- | ------- | ---------- | --- |
| HJK Helsinki         | 17      | 5          | 1990, 1992, 1997, 2002, 2003, 2009, 2010, 2011, 2012, 2013, 2014, 2017, 2018, 2020, 2021, 2022, 2023 |
| FC Haka Valkeakoski  | 5       | 2          | 1995, 1998, 1999, 2000, 2004                                                                         |
| Tampere United       | 3       | -          | 2001, 2006, 2007                                                                                     |
| KuPS Kuopio          | 2       | 5          | 2019, 2024                                                                                           |
| FC Jazz Pori         | 2       | -          | 1993, 1996                                                                                           |
| MYPA-47              | 1       | 5          | 2005                                                                                                 |
| FC Inter Turku       | 1       | 4          | 2008                                                                                                 |
| FC Kuusysi Lahti     | 1       | 2          | 1991                                                                                                 |
| SJK Seinäjoki        | 1       | 1          | 2015                                                                                                 |
| TPV Tampere          | 1       | -          | 1994                                                                                                 |
| IFK Mariehamn        | 1       | -          | 2016                                                                                                 |
| FC Honka Espoo       | -       | 3          | - |
| VPS Vaasa            | -       | 2          | - |
| RoPS Rovaniemi       | -       | 2          | - |
| Mikkelin Palloilijat | -       | 1          | - |
| FC Jokerit           | -       | 1          | - |
| AC Allianssi Vantaa  | -       | 1          | - |
| FC Ilves Tampere     | -       | 1          | - |

### Palmarés histórico
Si se tienen en cuenta los resultados desde la primera edición del campeonato finlandés de fútbol en 1908, el HJK Helsinki es el club más laureado del país. A lo largo de la historia ha habido treinta y un campeones nacionales.
Nota: indicados en negrita los campeonatos de la Veikkausliiga.
| Club                | Títulos | Años de los campeonatos |
| ------------------- | ------- | --- |
| HJK Helsinki        | 33      | 1911, 1912, 1917, 1918, 1919, 1923, 1925, 1936, 1938, 1964, 1973, 1978, 1981, 1985, 1987, 1988, 1990, 1992, 1997, 2002, 2003, 2009, 2010, 2011, 2012, 2013, 2014, 2017, 2018, 2020, 2021, 2022, 2023 |
| FC Haka Valkeakoski | 9       | 1960, 1962, 1965, 1977, 1995, 1998, 1999, 2000, 2004 |
| HPS Helsinki        | 9       | 1921, 1922, 1926, 1927, 1929, 1932, 1934, 1935, 1957 |
| TPS Turku           | 8       | 1928, 1939, 1941, 1949, 1968, 1971, 1972, 1975 |
| Helsinki IFK        | 7       | 1930, 1931, 1933, 1937, 1947, 1959, 1961 |
| KuPS Kuopio         | 7       | 1956, 1958, 1966, 1974, 1976, 2019, 2024 |
| FC Kuusysi Lahti    | 5       | 1982, 1984, 1986, 1989, 1991 |
| FC Kiffen 08        | 4       | 1913, 1915, 1916, 1955 |
| Åbo IFK             | 3       | 1910, 1920, 1924 |
| Reipas Lahti        | 3       | 1963, 1967, 1970 |
| Vasa IFK            | 3       | 1944, 1946, 1953 |
| Tampere United      | 3       | 2001, 2006, 2007 |
| VPS Vaasa           | 2       | 1945, 1948 |
| KTP Kotka           | 2       | 1951, 1952 |
| OPS Oulu            | 2       | 1979, 1980 |
| FC Jazz Pori        | 2       | 1993, 1996 |
| MYPA-47             | 1       | 2005 |
| FC Inter Turku      | 1       | 2008 |
| SJK Seinäjoki       | 1       | 2015 |
| PUS Aalto           | 1       | 1909 |
| Sudet Viipuri       | 1       | 1940 |
| KPV Kokkola         | 1       | 1969 |
| FC Ilves Tampere    | 1       | 1983 |
| Unitas SC           | 1       | 1908 |
| Helsingin Toverit   | 1       | 1942 |
| Ilves-Kissat        | 1       | 1950 |
| Pyrkivä Turku       | 1       | 1954 |
| TPV Tampere         | 1       | 1994 |
| IFK Mariehamn       | 1       | 2016 |

## Estadísticas

### Clasificación histórica
El equipo que más temporadas ha permanecido en la máxima categoría desde la primera edición de 1908 es el HJK Helsinki, que también ostenta el récord de campeonatos nacionales.
| Pos |  | Club                | Temp. | Puntos | PJ   | PG  | PE  | PP  | Títulos |
| --- |  | ------------------- | ----- | ------ | ---- | --- | --- | --- | ------- |
| 1   |  | HJK Helsinki        | 79    | 2395   | 1882 | 953 | 473 | 456 | 31      |
| 2   |  | TPS Turku           | 71    | 1763   | 1633 | 690 | 383 | 560 | 8       |
| 3   |  | FC Haka Valkeakoski | 62    | 1728   | 1512 | 693 | 332 | 487 | 9       |
| 4   |  | KuPS Kuopio         | 63    | 1611   | 1547 | 615 | 364 | 568 | 6       |
| 5   |  | VPS Vaasa           | 52    | 1081   | 1163 | 397 | 287 | 479 | 2       |

### Tabla histórica de goleadores
El máximo goleador histórico de la competición es el ruso Valeri Popovitch con un total de 166 goles. Aunque inició su carrera en el TPV Tampere, su mejor registro lo logró defendiendo la camiseta del F. C. Haka Valkeakoski con 151 tantos en catorce temporadas. El segundo lugar está ocupado por otro futbolista extranjero, el brasileño Rafael Pires, con 136 goles. Y en el tercer lugar hay un jugador finlandés, Saku Puhakainen, con 114 tantos.
Si se tuviera en cuenta la etapa amateur, hay dos futbolistas con un registro superior: Heikki Suhonen, con 206 goles entre 1969 y 1986, y Kai Pahlman, con 191 tantos entre 1959 y 1972. Ismo Lius también superaría la marca de Popovitch con los goles anotados desde que debutó como semiprofesional en 1983, un total de 188 tantos.
El mejor registro en la etapa profesional está compartido entre Kimmo Tarkkio y Popovitch, con 23 goles en las temporadas 1991 y 1999 respectivamente. Sin embargo, el récord en una sola campaña corresponde a Arto Tolsa, quien anotó 26 goles en la temporada 1964 con la camiseta del KTP Kotka. La organización concede un premio tanto al máximo goleador como al mejor jugador de cada edición.
Nota: Contabilizados los partidos y goles según actas oficiales. En negrita, futbolistas en activo en la competición.
| \| Pos. \| Jugador \| G. \| Part. \| Debut \| Equipo debut \| Otros clubes \| \| ---- \| ---------------- \| --- \| ----- \| ----- \| ------------------- \| ----------------------------------------------------------------------------------------------------------- \| \| 1 \| Valeri Popovitch \| 166 \| 395 \| 1992 \| TPV Tampere (9) \| F. C. Ilves (3), F. C. Haka (151), HJK Helsinki (3) \| \| 2 \| Rafael \| 136 \| 358 \| 1997 \| HJK Helsinki (30) \| F. C. Jazz (7), F. C. Lahti (99) \| \| 3 \| Saku Puhakainen \| 114 \| 382 \| 1995 \| F. C. Kuusysi (9) \| TPS Turku (30), MYPA-47 (75) \| \| 4 \| Juho Mäkelä \| 111 \| 288 \| 2002 \| HJK Helsinki (74) \| SJK Seinäjoki, IFK Mariehamn, VPS Vaasa (16), Helsinki IFK (14), PS Kemi (7) \| \| 5 \| Luiz Antônio \| 94 \| 196 \| 1992 \| F. C. Jazz (69) \| HJK Helsinki (15), MYPA-47 (10) \| \| 6 \| Antti Pohja \| 87 \| 302 \| 1994 \| F. C. Kuusysi (3) \| MYPA-47 (16), FinnPa (1), TPV Tampere, VPS Vaasa (3), F. C. Jokerit, Tampere United (53), HJK Helsinki (11) \| \| 7 \| Timo Furuholm \| 85 \| 230 \| 2003 \| FC Inter Turku (85) \| \| \| 8 \| Jari Vanhala \| 85 \| 236 \| 1991 \| F. F. Jaro (46) \| HJK Helsinki (22), FinnPa (9), Inter Turku (8) \| \| 9 \| Ismo Lius \| 84 \| 176 \| 1991 \| HJK Helsinki (62) \| F. C. Kuusysi (11), RoPS Rovaniemi (10), MYPA-47, F. C. Lahti (1) \| \| 10 \| Demba Savage \| 80 \| 280 \| 2008 \| FC Honka (32) \| HJK Helsinki (48) \| Estadísticas actualizadas hasta el final de la temporada 2022. |                  |     |       |       |                     | |
| Pos. | Jugador          | G.  | Part. | Debut | Equipo debut        | Otros clubes                                                                                                |
| 1 | Valeri Popovitch | 166 | 395   | 1992  | TPV Tampere (9)     | F. C. Ilves (3), F. C. Haka (151), HJK Helsinki (3)                                                         |
| 2 | Rafael           | 136 | 358   | 1997  | HJK Helsinki (30)   | F. C. Jazz (7), F. C. Lahti (99)                                                                            |
| 3 | Saku Puhakainen  | 114 | 382   | 1995  | F. C. Kuusysi (9)   | TPS Turku (30), MYPA-47 (75)                                                                                |
| 4 | Juho Mäkelä      | 111 | 288   | 2002  | HJK Helsinki (74)   | SJK Seinäjoki, IFK Mariehamn, VPS Vaasa (16), Helsinki IFK (14), PS Kemi (7)                                |
| 5 | Luiz Antônio     | 94  | 196   | 1992  | F. C. Jazz (69)     | HJK Helsinki (15), MYPA-47 (10)                                                                             |
| 6 | Antti Pohja      | 87  | 302   | 1994  | F. C. Kuusysi (3)   | MYPA-47 (16), FinnPa (1), TPV Tampere, VPS Vaasa (3), F. C. Jokerit, Tampere United (53), HJK Helsinki (11) |
| 7 | Timo Furuholm    | 85  | 230   | 2003  | FC Inter Turku (85) | |
| 8 | Jari Vanhala     | 85  | 236   | 1991  | F. F. Jaro (46)     | HJK Helsinki (22), FinnPa (9), Inter Turku (8)                                                              |
| 9 | Ismo Lius        | 84  | 176   | 1991  | HJK Helsinki (62)   | F. C. Kuusysi (11), RoPS Rovaniemi (10), MYPA-47, F. C. Lahti (1)                                           |
| 10 | Demba Savage     | 80  | 280   | 2008  | FC Honka (32)       | HJK Helsinki (48)                                                                                           |

### Jugadores con más partidos
El jugador que más partidos ha disputado en la Veikkausliiga es el defensa central Toni Huttunen, en activo desde 1992 hasta 2009 con un total de 441 partidos. Toda su trayectoria profesional se desarrolló en el MYPA-47 y solo se vio interrumpida con una breve cesión a la liga escocesa. Por detrás se encuentran dos defensas más: Mikko Hauhia (416 partidos) y Ari Nyman (406 partidos). Por otra parte, el extranjero que más partidos ha jugado en Finlandia es el delantero Valeri Popovitch, un total de 395.
| \| Pos. \| Jugador \| Part. \| Temp. \| Equipo de debut \| Otros clubes \| \| ---- \| ----------------- \| ----- \| ------------------------ \| -------------------- \| ------------------------------------------- \| \| 1 \| Toni Huttunen \| 441 \| 1992 - 2009 \| MYPA-47 \| \| \| 2 \| Mikko Hauhia \| 416 \| 2003 - 2019 \| F. C. Lahti \| HJK Helsinki \| \| 3 \| Ari Nyman \| 406 \| 2000 - 2018 \| Inter Turku \| \| \| 4 \| Valeri Popovitch \| 395 \| 1992 - 2012 \| TPV Tampere \| F. C. Ilves, F. C. Haka, HJK Helsinki \| \| 5 \| Saku Puhakainen \| 382 \| 1995 - 2009 \| F. C. Kuusysi \| TPS Turku, MYPA-47 \| \| 6 \| Tommi Kautonen \| 376 \| 1990 - 2006 \| Reipas Lahti \| F. C. Haka, MYPA-47, VPS Vaasa, F. C. Lahti \| \| 7 \| Juuso Kangaskorpi \| 373 \| 1993 - 2008 \| Mikkelin Palloilijat \| MYPA-47, VPS Vaasa, F. C. Haka \| \| 8 \| Tuomas Aho \| 371 \| 1999 - 2017 \| MYPA-47 \| HJK Helsinki, Helsinki IFK \| \| 9 \| Alexei Eremenko \| 360 \| 1991 - 2005 \| F. F. Jaro \| HJK Helsinki \| \| 10 \| Rafael \| 358 \| 1997 - 2000; 2005 - 2016 \| HJK Helsinki \| F. C. Jazz, F. C. Lahti \| Estadísticas actualizadas hasta final de la temporada 2020. |                   |       |                          |                      |                                             |
| Pos. | Jugador           | Part. | Temp.                    | Equipo de debut      | Otros clubes                                |
| 1 | Toni Huttunen     | 441   | 1992 - 2009              | MYPA-47              |                                             |
| 2 | Mikko Hauhia      | 416   | 2003 - 2019              | F. C. Lahti          | HJK Helsinki                                |
| 3 | Ari Nyman         | 406   | 2000 - 2018              | Inter Turku          |                                             |
| 4 | Valeri Popovitch  | 395   | 1992 - 2012              | TPV Tampere          | F. C. Ilves, F. C. Haka, HJK Helsinki       |
| 5 | Saku Puhakainen   | 382   | 1995 - 2009              | F. C. Kuusysi        | TPS Turku, MYPA-47                          |
| 6 | Tommi Kautonen    | 376   | 1990 - 2006              | Reipas Lahti         | F. C. Haka, MYPA-47, VPS Vaasa, F. C. Lahti |
| 7 | Juuso Kangaskorpi | 373   | 1993 - 2008              | Mikkelin Palloilijat | MYPA-47, VPS Vaasa, F. C. Haka              |
| 8 | Tuomas Aho        | 371   | 1999 - 2017              | MYPA-47              | HJK Helsinki, Helsinki IFK                  |
| 9 | Alexei Eremenko   | 360   | 1991 - 2005              | F. F. Jaro           | HJK Helsinki                                |
| 10 | Rafael            | 358   | 1997 - 2000; 2005 - 2016 | HJK Helsinki         | F. C. Jazz, F. C. Lahti                     |